# Zephyranthes nervosa
Zephyranthes nervosa är en amaryllisväxtart som beskrevs av Herb.. Zephyranthes nervosa ingår i släktet Zephyranthes och familjen amaryllisväxter. Inga underarter finns listade i Catalogue of Life.

## Bildgalleri

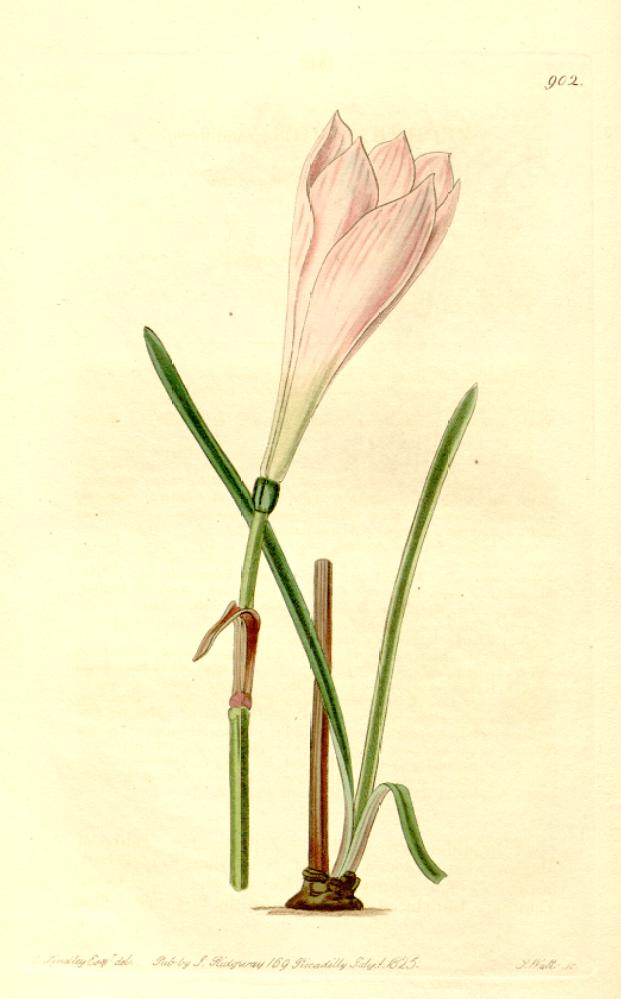